# 빌 그레이엄 시빅 오디토리움
빌 그레이엄 시빅 오디토리움(영어: Bill Graham Civic Auditorium)은 미국 캘리포니아주 샌프란시스코에 위치한 다목적 실내 경기장이다. 현재는 창립자인 빌 그레이엄의 이름을 따와서 빌 그레이엄 시빅 오디토리엄이 되었다. 본 경기장은 7,000명의 인원을 수용할 수 있으며 1915년에 파마나-태평양 국제 박람회 개최를 계기로 설립되었다.
1920년 민주당 전대가 열리기도 했고, 1964년부터 1966년까지는 NBA 샌프란시스코 워리어스의 홈경기장으로사용했다.
현재 본 경기장은 다양한 장르의 다수의 아티스트의 콘서트를 열고 있다. 샌프란시스코시가 소유하고 있으며, 2010년부터는 어나더 플래닛 엔터테인먼트(Another Planet Entertainment)가 운영하면서 시 정부에 매년 10만불의 리스 임차료를 지급하고 있다.
이 경기장은 애플이 신제품을 발표하는 장소로도 애용되었다. 1977년 애플 2, 2014년 아이폰6와 아이폰6 플러스가 이곳에서 공개되었다. 2016년에는 아이폰7 발표를 앞두고 있다.

## 참조
1. ↑  “Today in Music: a look back at pop music”. United Press International. 2002년 10월 13일. 2013년 3월 1일에 확인함.
2. ↑  “1964-65 San Francisco Warriors Schedule and Results”. 《Basketball Reference》. 2015년 9월 7일에 원본 문서에서 보존된 문서. 2013년 3월 1일에 확인함.
3. ↑  “1965-66 San Francisco Warriors Schedule and Results”. 《Basketball Reference》. 2013년 3월 1일에 확인함.
4. ↑  Let's make a deal
5. ↑  Knight, Heather (2015년 8월 25일). “Heavy secrecy surrounds upcoming event at Civic Auditorium”. 《San Francisco Chronicle》. John Gavin, project manager for the city administrator’s office, said the city makes roughly $100,000 from Another Planet Entertainment annually on the deal.